# Olympique Lillois

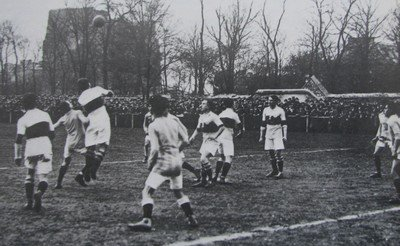
Ćwierćfinał Pucharu Francji sezonu 1919/20, pomiędzy AS Cannes i Olympique lillois (2:1).

Olympique lillois – niesiniejący francuski klub piłkarski z siedzibą w Lille, założony w 1902 r., a rozwiązany w 1944 r. na skutek połączenia z SC Fives w Lille OSC. Pierwszy oficjalny mistrz Francji w piłce nożnej (sezon 1932/33).

## Historia
Klub został założony w 1902 r. przy wsparciu miejscowych przemysłowców i notabli. W 1911 r., 1913 r. i 1914 r. zdobywał tytuły mistrza północy Francji, a w 1914 r. również amatorskie mistrzostwo Francji. Dysponował wówczas stadionem mogącym przyjmować nie więcej niż 5000 widzów. W 1921 r. drużyna ponownie została mistrzem północy, jednak na następne tytuły musiała czekać aż do 1929 r. oraz 1931 r. W styczniu 1931 r. ówczesny prezes klubu, Henri Jooris, był jednym z największych zwolenników utworzenia zawodowej ligi. Jednak rok później zmienił on zdanie obawiając się gwałtownego odpływu piłkarzy z jego klubu. Korzystając z tej sytuacji, lokalny rywal SC Fives próbował przekonywać piłkarzy klubu z Lille do gry u siebie. W 1932 r. Henri Jooris opuścił fotel prezydencki, a jego miejsce zajął Gabriel Caullet. Akceptował on status zawodowy klubu, żeby nie tracić najlepszych zawodników na rzecz SC Fives. W sezonie 1932/33 rozegrano pierwsze profesjonalne mistrzostwa Francji w piłce nożnej. Rywalizowano w nich w dwóch grupach, a obaj zwycięzcy spotkali się w wielkim finale. Olympique Lillois pewnie wygrało swoją grupę, wyprzedzając między innymi Olympique Marsylia. W finale drużyna z Lille pokonała AS Cannes 4:3, a zwycięską bramkę zdobył Georges Winckelmans na 5 minut przed końcowym gwizdkiem. Trenerem zespołu był Belg Robert De Veen. Następne sezony nie były już tak dobre. W edycji 1935/36 zespół zdobył jeszcze wicemistrzostwo Francji, w 1939 r. dotarł do finału Pucharu Francji, gdzie jednak przegrał z Racingiem Paryż. W 1940 r. z powodu wybuchu II wojny zostaje zawieszona działalność klubu.
25 maja 1941 klub połączył się z Iris Club Lillois i zmieniono nazwę klubu na OIC Lille. Pod tą nazwą drużyna występowała w sezonach 1941/42 oraz 1942/43. Wiosną 1943 r. miały miejsce konsultacje z SC Fives, żeby połączyć oba te kluby. Rząd w Vichy zabraniał drużynom posiadania sekcji zawodowych, więc wszystkie kluby uczestniczyły na poziomie amatorskim. Lepsi piłkarze zespołu grali w barwach federalnej ekipy Lille-Flandria. Ostateczne połączenie obu klubów nastąpiło 23 września 1944, a nowy zespół nazywał się Stade Lillois. Kilka tygodni później uznano, że ówczesna nazwa jest zbyt anonimowa i zmieniono ją na Lille OSC.

## Sukcesy
- Mistrzostwo Francji (1): 1933
- Wicemistrzostwo Francji (1): 1936
- Finał Pucharu Francji (1): 1939

## Prezesi
- 1902–1905: André Nicodème[5]
- 1905–1910: André Billy
- 1910–1932: Henri Jooris[6]
- 1932–1940: Gabriel Caullet
- 1940–1944: Henri Kretzschmar

## Trenerzy
- 1931–1932: Nagy[7]
- 1932–1934: Robert De Veen[7]
- 1934–1935: Bob Fisher[7]
- 1935–1937: Ted Maghner[7]
- 1937–1938: Steirling[7]
- 1938–1939: Eugène Conrad[7]
- 1941–1943: Georges Winckelmans[7]
- 1943–1944: Denglos[7]